# Hank Crawford
Bennie Ross "Hank" Crawford, Jr. (21 de diciembre de 1934 – 29 de enero de 2009) fue un saxofonista alto y barítono estadounidense de jazz, R&B, hard bop, jazz-funk y soul jazz. Antes de emprender su carrera como solista, Crawford había sido el director musical de Ray Charles. 

## Biografía
Nacido en Memphis, Tennessee, comenzó con clases de piano a la edad de nueve años y cambió al saxo alto en el instituto. Una de sus primeras grabaciones es en 1952 en la banda de B.B. King, acompañado de Ike Turner, entre otros.
A finales de la década de 1950, mientras estudiaba en Universidad Estatal de Tennessee, Nashville, Tennessee, aparte de tocar con la formación universitaria de los Tennessee State Jazz Collegians, también lideraba su propio cuarteto de rock and roll, "Little Hank and the Rhythm Kings". Fue en esta época que conoció a Ray Charles, quien le contrató como saxo barítono para su banda, aunque cambió poco después al saxo alto. Su apodo proviene de su gran parecido, tanto de aspecto como por su forma de tocar, a un legendario saxofonista local, Hank O'Day.
Aunque ya había grabado como líder para Atlantic Records mientras trabajaba con Charles, Crawford dejó la banda de Charles en 1963 para formar su propio septeto. De 1960 a 1970, grabó un total de doce álbumes para la compañía discográfica.
Arreglista para artistas como Etta James y Lou Rawls, entre otras, su álbum I Hear a Symphony alcanzó el puesto 11 en la lista Billboard' de Jazz y el puesto 159 para álbumes de Pop.
David Sanborn cita a Crawford como una de sus influencias principales.

## Discografía

### Como líder
| Año  | Título                                      | Discográfica |
| ---- | ------------------------------------------- | ------------ |
| 1960 | More Soul                                   | Atlantic     |
| 1961 | The Soul Clinic                             | Atlantic     |
| 1962 | From the Heart                              | Atlantic     |
| 1963 | Soul of the Ballad                          | Atlantic     |
| 1964 | True Blue                                   | Atlantic     |
| 1965 | Dig These Blues                             | Atlantic     |
| 1966 | After Hours                                 | Atlantic     |
| 1967 | Mr. Blues                                   | Atlantic     |
| 1968 | Double Cross                                | Atlantic     |
| 1969 | Mr. Blues Plays Lady Soul                   | Atlantic     |
| 1971 | Help Me Make it Through the Night           | Kudu         |
| 1972 | We Got a Good Thing                         | Kudu         |
| 1973 | Wildflower                                  | Kudu         |
| 1974 | Don't You Worry 'Bout a Thing               | Kudu         |
| 1975 | I Hear A Symphony                           | Kudu         |
| 1976 | Hank Crawford's Back                        | Kudu         |
| 1977 | Tico Rico                                   | Kudu         |
| 1978 | Cajun Sunrise                               | Kudu         |
| 1982 | Midnight Ramble                             | Milestone    |
| 1983 | Indigo Blue                                 | Milestone    |
| 1986 | Mr. Chips                                   | Milestone    |
| 1987 | Steppin' Up                                 | Milestone    |
| 1989 | Night Beat                                  | Milestone    |
| 1989 | On the Blue Side                            | Milestone    |
| 1990 | Groove Master                               | Milestone    |
| 1990 | Bossa International                         | Milestone    |
| 1993 | South Central                               | Milestone    |
| 1996 | Tight                                       | Milestone    |
| 1997 | Road Tested                                 | Milestone    |
| 1998 | After Dark                                  | Milestone    |
| 2000 | The World of Hank Crawford                  | Milestone    |
| 2001 | The Best of Hank Crawford and Jimmy McGriff | Milestone    |
| 2004 | It's a Funky Thing to Do                    | Atlantic     |
| 2007 | Back                                        | King         |

### Como músico de sesión
Con Ray Charles
- Ray Charles at Newport (Atlantic, 1958)
- What'd I Say (Atlantic, 1959)
- Ray Charles in Person (Atlantic, 1959)
- Modern Sounds in Country and Western Music (ABC-Paramount, 1962)

Con Eric Clapton
- Journeyman (Warner Bros., 1989)

Con Grant Green
- Easy (Versatile, 1978)

Con Johnny Hammond
- Breakout (Kudu, 1971)

Con Etta James
- The Right Time (Elektra, 1992)

Con B.B. King
- There Must Be a Better World Somewhere (MCA, 1981)
- Let the Good Times Roll (MCA, 1999)

Con David "Fathead" Newman
- Fathead Comes On (Atlantic, 1962)
- Still Hard Times (Muse, 1982)
- Fire! Live at the Village Vanguard (Atlantic, 1989)

Con Shirley Scott
- Shirley Scott & the Soul Saxes (Atlantic, 1969)

Con Janis Siegel
- The Tender Trap (Monarch, 1999)